# مورچه‌مرغ موشکی
مورچه‌مرغ موشکی (نام علمی: Cercomacra nigricans) گونه‌ای از پرندگان در زیرتیرهٔ Thamnophilinae از خانواده مورچه‌مرغان (Thamnophilidae) «نمادین» است. در کلمبیا، اکوادور، پاناما و ونزوئلا یافت می‌شود.